# 리용환
리용환(? ~ )은 조선민주주의인민공화국의 군인 겸 정치인이다. 군인 계급은 조선인민군 육군 상장이다. 2012년 기준으로, 조선로동당 중앙위원회 위원이며 조선인민군 제5군단사령관을 맡고 있다. 최고인민회의 제12기 대의원이다.

## 경력
상장 계급으로 조선인민군 제5군단사령관을 맡고 있다. 2010년 9월에 열린 조선로동당 대표 회의에서 조선로동당 중앙위원회 정치국 위원으로 선출되었다.

## 최고인민회의 대의원
2009년 4월이후 제12기 대의원이다.

## 수훈
2012년 2월, 김정일 훈장을 받았다.

## 기타
2011년 김정일 사망 당시에 국가 장의위원회 위원을 맡았다.